# Oxydia bogotaria
Oxydia bogotaria är en fjärilsart som beskrevs av Walker 1867. Oxydia bogotaria ingår i släktet Oxydia och familjen mätare. Inga underarter finns listade i Catalogue of Life.